# Doraemon: Nobita no kaitei kigan-jō
Doraemon: Nobita no kaitei kigan-jō (ドラえもん のび太の海底鬼岩城?, Doraemon - Nobita no kaitei kigan-jō, lett. Doraemon - Il mostruoso castello subacqueo di Nobita) è un film d'animazione del 1983 diretto da Tsutomu Shibayama.
Si tratta del quarto film, del genere giapponese per bambini denominato kodomo, tratto dalla serie Doraemon di Fujiko Fujio. Il film celebra il 25º anniversario della nascita dell'opera. È basato sul mito di Atlantide, la città perduta.

## Trama
Mentre cercano di decidere dove trascorrere tre giorni delle loro vacanze estive, Doraemon suggerisce a Nobita, Shizuka, Gian e Suneo di fare un'avventura subacquea. La meta scelta è l'Oceano Atlantico, dove Gian e Suneo, grazie ad un veicolo sottomarino di Doraemon, cercano di trovare navi affondate contenenti tesori, seguiti dagli altri tre amici. Quando, a causa di un inconveniente, la compagnia si ritrova prima salvata e poi catturata da alcune misteriose creature marine, inizia per il gruppo la vera avventura.

## Colonna sonora

### Sigle
| Giappone | Giappone                            | Giappone        | Giappone |
| Tipo     | Titolo                              | Cantante        |          |
| -------- | ----------------------------------- | --------------- | -------- |
| Opening  | Doraemon no uta (ドラえもんのうた?) | Kumiko Ōsugi    |          |
| Ending   | Umi wa bokura to (海はぼくらと?)    | Makoto Iwabuchi |          |

## Distribuzione
Il film è stato proiettato per la prima volta nelle sale cinematografiche giapponesi il 12 marzo 1983.